# Zooey Deschanel
Zooey Claire Deschanel (Los Angeles, Califòrnia, 17 de gener de 1980) és una actriu, comediant, cantant, model, productora i compositora nord-americana. Va debutar al cinema el 1999, amb la pel·lícula Mumford i més tard va aconseguir el seu paper estel·lar a la pel·lícula semi-autobiogràfica que Cameron Crowe va fer el 2000, Gairebé famosos, on interpretava Anita. Compte amb dues nominacions als premis Globus d'or.
Deschanel aviat es va fer coneguda pel seu humor sec, pels seus grans ulls blaus i per les seves interpretacions com una "Manic Pixie Dream Girl" amb papers en pel·lícules com Elf (2003), The Hitchhiker's Guide to the Galaxy (2005), Failure to Launch (2006), Bridge to Terabithia (2007), The Happening (2008), Digues que sí (2008), (500) Days of Summer (2009). Des del 2011 al 2018 va protagonitzar la sèrie de Fox New Girl, per la qual ha estat nominada al Globus d'Or, als Grammy, als Emmy i als People's Choice Awards en nombroses ocasions. L'any 2012, per la seva interpretació a New Girl va rebre el premi Critic's Choice Award a millor actriu, atorgat per l'associació de crítics de la televisió nord-americana.
Des del 2001, també actua amb la seva companya, la també actriu, Samantha Shelton als números de jazz cabaret del seu grup If All the Stars Were Pretty Babies. A més de cantar, toca el teclat, la percussió, el banjo i l'ukelele. En 2006, es va associar amb M. Ward per llançar el seu àlbum debut Volume One (gravat amb M. Ward sota el nom de She & Him) que finalment es va publicar al març de 2008. El seu segon àlbum Volume Two va ser publicat dos anys més tard als EUA El tercer disc de la banda, Volume Three, va rebre crítiques molt positives i va ser un èxit de vendes. L'agost del 2014, Deschanel i Ward van anunciar el llançament de Classics, un àlbum en què interpretaran versions de clàssics de la música nord-americana i que va sortir a la venda el desembre del 2014. És habitual també que Deschanel canti a les seves pel·lícules.

## Pel·lícules
| Any  | Títol                                                            | Paper                      | Notes      | Ref.   |
| ---- | ---------------------------------------------------------------- | -------------------------- | ---------- | ------ |
| 1999 | Mumford                                                          | Nessa Watkins              |            | [ 7 ]  |
| 2000 | Almost Famous                                                    | Anita Miller               |            | [ 8 ]  |
| 2001 | Manic                                                            | Tracy                      |            | [ 9 ]  |
| 2002 | The Good Girl                                                    | Cheryl                     |            | [ 10 ] |
| 2002 | Abandon                                                          | Samantha Harper            |            | [ 11 ] |
| 2002 | Big Trouble                                                      | Jenny Herk                 |            | [ 12 ] |
| 2002 | The New Guy                                                      | Nora                       |            | [ 13 ] |
| 2002 | Sweet Friggin' Daisies                                           | Zelda                      | Curt       | [ 14 ] |
| 2003 | Whatever We Do                                                   | Nikki                      | Short film | [ 14 ] |
| 2003 | All the Real Girls                                               | Noel                       |            | [ 15 ] |
| 2003 | It's Better to Be Wanted for Murder Than Not to Be Wanted at All | Noia de la gasolineria     |            | [ 14 ] |
| 2003 | House Hunting                                                    | Christy                    | Curt       | [ 14 ] |
| 2003 | Elf                                                              | Jovie                      |            | [ 16 ] |
| 2004 | Eulogy                                                           | Kate Collins               |            | [ 17 ] |
| 2005 | The Hitchhiker's Guide to the Galaxy                             | Tricia "Trillian" McMillan |            | [ 18 ] |
| 2005 | Winter Passing                                                   | Reese Holden               |            | [ 19 ] |
| 2006 | Failure to Launch                                                | Kit                        |            | [ 20 ] |
| 2006 | Live Free or Die                                                 | Cheryl                     |            | [ 21 ] |
| 2007 | The Good Life                                                    | Frances                    |            | [ 22 ] |
| 2007 | The Go-Getter                                                    | Kate                       |            | [ 23 ] |
| 2007 | Bridge to Terabithia                                             | Ms. Edmunds                |            | [ 24 ] |
| 2007 | Flakes                                                           | Miss Pussy Katz            |            | [ 25 ] |
| 2007 | Raving                                                           | Katie                      | Short film | [ 14 ] |
| 2007 | Surf's Up                                                        | Lani Aliikai (veu)         |            | [ 26 ] |
| 2007 | The Assassination of Jesse James by the Coward Robert Ford       | Dorothy Evans              |            | [ 27 ] |
| 2008 | Gigantic                                                         | Harriet "Happy" Lolly      |            | [ 28 ] |
| 2008 | The Happening                                                    | Alma Moore                 |            | [ 29 ] |
| 2008 | Digues que sí                                                    | Allison                    |            | [ 30 ] |
| 2009 | 500 Days of Summer                                               | Summer Finn                |            | [ 31 ] |
| 2011 | Our Idiot Brother                                                | Natalie                    |            | [ 32 ] |
| 2011 | Your Highness                                                    | Belladonna                 |            | [ 33 ] |
| 2015 | Rock the Kasbah                                                  | Ronnie                     |            | [ 34 ] |
| 2015 | The Driftless Area                                               | Stella                     |            | [ 35 ] |
| 2016 | Trolls                                                           | Bridget (voeu)             |            | [ 36 ] |
| 2020 | Trolls World Tour                                                | Bridget (voeu)             | Cameo      |        |
| 2022 | Dreamin' Wild                                                    | Nancy                      |            | [ 37 ] |
| 2023 | Harold and the Purple Crayon                                     |                            |            | [ 38 ] |

## Televisió
| Any(s)    | Títol                     | Paper                     | Canal          | Notes                                                                          | Ref.   |
| --------- | ------------------------- | ------------------------- | -------------- | ------------------------------------------------------------------------------ | ------ |
| 1998      | Veronica's Closet         | Elena                     | NBC            | Capítol: "Veronica's Fun and Pirates Are Crazy"                                | [ 39 ] |
| 2002      | Frasier                   | Jen                       | NBC            | Capítol: "Kissing Cousin"                                                      | [ 40 ] |
| 2004      | Cracking Up               | Heidi                     | Fox            | Capítol: "Birds Do It"                                                         | [ 41 ] |
| 2005      | Once Upon a Mattress      | Lady Larken               | ABC            | Pel·lícula per a televisió                                                     | [ 40 ] |
| 2005–2013 | American Dad!             | Various voices            | Fox            | 2 capítols                                                                     | [ 42 ] |
| 2006–2007 | Weeds                     | Kat Wheeler               | Showtime       | 4 captiols                                                                     | [ 43 ] |
| 2007      | Tin Man                   | DG                        | Sci-Fi Channel | Miniserie                                                                      | [ 44 ] |
| 2008–2013 | The Simpsons              | Mary Spuckler (veu)       | Fox            | 3 capítols                                                                     | [ 45 ] |
| 2009      | Bones                     | Margaret Whitesell        | Fox            | Capítol: "The Goop on the Girl"                                                | [ 46 ] |
| 2010      | Funny or Die Presents     | Mary Todd Lincoln         | HBO            | Sketch: "Drunk History Vol.5"                                                  | [ 47 ] |
| 2011–2018 | New Girl                  | Jessica Day               | Fox            | 7ena temporada Director ("House Hunt") Also producer and co-executive producer | [ 51 ] |
| 2012      | Saturday Night Live       | Host/Diversos personatges | NBC            | Zooey Deschanel/Karmin"                                                        | [ 52 ] |
| 2016      | Brooklyn Nine-Nine        | Jessica Day               | Fox            | Capítol: "The Night Shift", capítol crossover amb New Girl                     | [ 53 ] |
| 2017      | Trolls Holiday            | Bridget (veu)             | NBC            | Especial de televisió                                                          | [ 54 ] |
| 2021      | The Celebrity Dating Game | Co-convidat               | ABC            | Sèrie de televisió                                                             | [ 55 ] |
| 2022      | Storybots: Answer Time    | Cat Burglar Lady          | Netflix        | Capítol: Keys                                                                  |        |

## Vídeos musicals
| ANy  | Títol                                       | Artista       | Notes         | Ref.   |
| ---- | ------------------------------------------- | ------------- | ------------- | ------ |
| 1999 | "She's Got Issues"                          | The Offspring |               | [ 56 ] |
| 2002 | "Idiot Boyfriend"                           | Jimmy Fallon  |               | [ 57 ] |
| 2008 | "Why Do You Let Me Stay Here?" (versió u)   | She & Him     |               | [ 58 ] |
| 2009 | "Why Do You Let Me Stay Here?" (versió dos) | She & Him     |               | [ 59 ] |
| 2010 | "In the Sun"                                | She & Him     |               | [ 60 ] |
| 2010 | "Thieves"                                   | She & Him     |               | [ 61 ] |
| 2011 | "Don't Look Back"                           | She & Him     |               | [ 62 ] |
| 2012 | "Hey Girl"                                  | Herself       |               | [ 63 ] |
| 2013 | "I Could've Been Your Girl"                 | She & Him     | Also director | [ 64 ] |
| 2014 | "Stay Awhile"                               | She & Him     |               | [ 65 ] |
| 2015 | "On the Island"                             | Brian Wilson  |               | [ 66 ] |
| 2020 | "Not the End of the World"                  | Katy Perry    |               | [ 67 ] |

## Vídeojocs
| Any  | Títol     | Paper              | Ref.   |
| ---- | --------- | ------------------ | ------ |
| 2007 | Surf's Up | Lani Aliikai (veu) | [ 68 ] |

## Discografia

### Actuacions de bandes sonores
| Any  | Títol | Album                | Ref.   |
| ---- | --- | -------------------- | ------ |
| 2003 | "Baby, It's Cold Outside" (amb Leon Redbone)                                                                                                  | Elf                  | [ 69 ] |
| 2005 | "In a Little While" (amb Matthew Morrison) | Once Upon a Mattress | [ 70 ] |
| 2008 | - "Yes Man" - "Sweet Ballad" - "Uh-huh" - "Keystar" (amb Von Iva) - "Can't Buy Me Love" (amb Jim Carrey)                                      | Digues que sí        | [ 71 ] |
| 2011 | - "A Very Important Thing to Do" - "Everything is Honey" (amb Jim Cummings i Robert Lopez) - "Finale" (amb Jim Cummings, Robert Lopez i cast) | Winnie the Pooh      | [ 72 ] |
| 2011 | "Hey Girl" (banda sonora original) | New Girl             | [ 73 ] |
| 2014 | "Fallinlove2nite" cover (amb Prince i 3rdeyegirl)                                                                                             | New Girl             | [ 74 ] |
| 2015 | "Bitch" | Rock the Kasbah      | [ 75 ] |
| 2016 | "Hello" "I'm Coming Out" "Mo Money Mo Problems" ""Can't Stop the Feeling!"                                                                    | Trolls               | [ 76 ] |

### Aparicions d'àlbums convidats
| Any  | Títol                                                                                     | Álbum                                    | Artista           | Ref.          |
| ---- | ----------------------------------------------------------------------------------------- | ---------------------------------------- | ----------------- | ------------- |
| 2007 | "Chiquitita"                                                                              | Open Your Heart EP                       | Lavender Diamond  |               |
| 2007 | - "Slowly" - "Ask Her To Dance"                                                           | Nighttiming                              | Coconut Records   | [ 77 ]        |
| 2008 | - "The Next Messiah" - "Carpetbaggers" - "Trying My Best to Love You" - "Jack Killed Mom" | Acid Tongue                              | Jenny Lewis       | [ 78 ]        |
| 2009 | - "Never Had Nobody Like You" - "Rave On"                                                 | Hold Time                                | M. Ward           | [ 79 ]        |
| 2010 | - "Get on the Road" - "Point Me at Lost Islands"                                          | The Place We Ran From                    | Tired Pony        | [ 80 ] [ 81 ] |
| 2011 | "It's So Easy"                                                                            | Listen to Me: Buddy Holly (album tribut) | Diversos artistes | [ 82 ]        |
| 2012 | - "Me and My Shadow" - "Sweetheart"                                                       | A Wasteland Companion                    | M. Ward           | [ 83 ]        |
| 2012 | "The Hippie Girl" (with Ben Gibbard)                                                      | Chasing Away The Dots                    | Mike Coykendall   | [ 84 ]        |
| 2012 | "Something's Rattling (Cowpoke)"                                                          | Former Lives                             | Benjamin Gibbard  | [ 85 ]        |
| 2015 | "You're the Reason"                                                                       | A mixtape from Ben Lee                   | Ben Lee           | [ 86 ]        |